# کاباره تاریک
کاباره تاریک یا دارک کاباره (انگلیسی: Dark cabaret) می‌تواند اشاره‌ای کلی به حال‌وهوای اجراهای کابارهای داشته باشد، اما به طور مشخص سبکی تازه از موسیقی برگرفته از فضای تیره و منحط کاباره‌های آلمانی در جمهوری وایمار و سنت نمایشی وودویل و بورلسک با آمیزه‌ای از خرده‌فرهنگ‌های موسیقایی پانک و گت پس از دهه ۱۹۷۰ میلادی است.
از مشهورترین گروه‌های این سبک می‌توان تایگر لیلیز و درسدن دالز را نام برد.